# جاي هندرسون
جاي هندرسون هو لاعب هوكي الجليد كندي، ولد في 17 سبتمبر 1978 في إدمونتون في كندا.

## وصلات خارجية
- جاي هندرسون على موقع دوري الهوكي الوطني (الإنجليزية)
- جاي هندرسون على موقع EliteProspects.com (الإنجليزية)
- جاي هندرسون على موقع HockeyDB.com (الإنجليزية)
- جاي هندرسون على موقع Hockey-Reference.com (الإنجليزية)